# Kloster Pontron
Das Kloster Pontron (Pons Octranni; Pontrond; Notre-Dame de Pontron) ist eine ehemalige Zisterzienserabtei in der Gemeinde Le Louroux-Béconnais im Département Maine-et-Loire, Region Pays de la Loire, in Frankreich, rund 27 Kilometer westlich von Angers.

## Geschichte
Das Kloster wurde an der Stelle einer Einsiedelei 1134 als Tochter von Kloster Le Loroux gegründet und gehörte damit der Filiation von Kloster Cîteaux an. Im Jahr 1145 ging von ihm die Gründung von Kloster Melleray aus. Im Hundertjährigen Krieg erlitt das Kloster Schäden. Über die Geschicke des „ziemlich armen“ Klosters ist sonst wenig bekannt. Während der Französischen Revolution wurde es 1791 aufgelöst. Das Kloster wurde 1852 auf Befehl des Generals de Lamoricière abgebrochen. Das Chorgestühl kam in die Kirche von Blou.

## Bauten und Anlage
Von dem Kloster hat sich außer einem Brunnen, der sich im Kreuzgang befand, und zwei Wirtschaftsgebäuden aus dem 16. Jahrhundert (wohl einst Stallung und Wohngebäude) nichts erhalten.